# Дежьо Костолани
Дежьо Костолани (на унгарски: Kosztolányi Dezső) е унгарски писател, журналист, преводач и есперантист. Пише във всички литературни жанрове – от поезия до есета и театрални пиеси. Изгражда свой собствен стил, повлиявайки се от френския символизъм, импресионизма, експресионизма и психологическия реализъм. Смятан е за баща на футуризма в унгарската литература.

## Биография
Роден е на 29 март 1885 г. в Суботица, провинциален австро-унгарски град (днес на територията на Сърбия). Този град се превръща в прототип на романите му, сред които е и „Чучулигата“. Благородниците от рода Костолани притежават три замъка и земи в южната част на страната и са единствените представители на аристокрацията в този регион. Именно семейните традиции стават ключови при формирането на личността на писателя.
Бащата на Костолани е учител по физика и химия и директор на местната гимназия, в която учи самият Дежьо – до момента, в който е изключен заради лошо поведение. Майка му е французойка. Но първите си знания момчето получава от дядо си, бивш военен, който го научава да чете, пише и дори да говори на английски език. В същото време дядо му не споделя творческите пориви, които Дежо проявява още като дете, и поучава внука си, че трябва да си търси професия, която да му носи пари.
Костолани следва унгарска и немска филология в Будапещенския университет през 1903–1904 г., след което се прехвърля във Факултета по журналистика (през 1906 г.). Космополитният град от началото на века оказва голямо влияние върху писателя. Костолани се сприятелява с писателите Михай Бабич, Ференц Юхас, Фридеш Каринти и Милан Фющ. След известно време, недоволен от консервативния дух, който цари във факултета, Дежьо се премества във Виена.
Насочва се към журналистиката, като публикува свои стихове и разкази в пресата. Активно сътрудничи на списание „Nyugat“ (Запад), орган на унгарските модернисти. Когато избухва Първата световна война, братът на Костолани попада в плен и е изпратен в лагер в Сибир, където умира; смъртта на брат му е тежък удар за Дежьо.
След края на Първата световна война Трианонският мирен договор оставя голяма част от дотогавашните унгарски земи извън унгарската държава. Костолани се оказва разделен от родителите си, брат си и сестра си, тъй като Суботица вече е на територията на кралство Югославия.
През 1931 г. писателят става председател на унгарския ПЕН клуб.
Женен е за актрисата Илона Хармос, с която имат син.
През последните години от живота си Костолани вече е смятан за един от най-добрите унгарски писатели.
Умира от рак на ларинкса на 3 ноември 1936 г.

## Творчество

### Преводи и сътруничество на списание „Nyugat“
Костолани започва да пише рано. Още през 1901 г. вестник Budapesti Napló публикува едно от неговите стихотворения, а през 1906 г. му е предложено да стане постоянен сътрудник.
Той принадлежи към т.нар. първо поколение на списание „Nyugat“, което си поставя като основна цел не само да реформира унгарската литература, но и да направи западната литература достъпна за унгарските читатели. Така че съвсем естествено Костолани се изявява като преводач (Шекспир, Гьоте, Бюхнер (през 1928 г. превежда пиесата „Смъртта на Дантон“), Рилке, Бодлер, Верлен, Мопасан, Карол, Киплинг, Уайлд и т.н.). През 1909 г. той публикува сборник с преводна поезия, озаглавен „Модерни поети“. Костолани става много полезен на издателя, тъй като владее шест езика: английски, немски, френски, испански, италиански и латински. Освен това има много добър усет за индивидуалния стил на автори като Шекспир, Молиер, Расин, Калдерон, Чехов и Чапек.
Първата авторска стихосбирка на Костолани е публикувана през 1910 г. под заглавието „Жалбите на бедното дете“. Книгата предизвиква сензация. В нея се усеща особено силно влиянието на Рилке. До 1923 г. стихосбирката е преиздавана седем пъти. Изхожда от пъстрата детска представа за света, която контрастира с отчуждението и материализма на живота на възрастните. Детето изглежда по-хуманно, тъй като все още не се е научило да крие беззащитността си и затова знае повече за смъртта. Самият поет се обръща към читателя чрез устата на дете. В по-късните си издания непрекъснато редактираната и променяна книга клони все повече към експресионизъм.
Дежьо Костолани е за чистотата на езика и против прекомерната употреба на чужди думи.
В ранното му творчество почти нищо не се казва открито, а по-скоро се загатва за определени явления и аспекти на живота. Нещата могат да изглеждат като реалност, но реалността може да се окаже илюзия, както например в „Чешки сърмач“ (1907).
Политическите събития в страната оказват влияние върху творчеството на писателя. В стихотворенията, разказите и статиите му се появява несигурност. В разказа „Каин“ (1916), пародия на библейската история, се усеща влиянието на Ницше с неговата критика на християнския морал.

### Години на признание и слава
Европейска слава на Костолани донася историческият роман „Нерон, кървавият поет“ (1922), към немското му издание пише предговор Томас Ман, а към последното преиздание – Петер Естерхази.
Романът за Нерон може да се нарече по-скоро псевдоисторически. Преди да започне работа по него, Костолани се консултира с историци и препрочита Тацит и Сенека. Убеден, че историята е интерпретация на миналото през призмата на настоящето, Костолани се опитва да представи собственото си виждане за Унгарската социалистическа република в глава под надслов „Революцията“. В книгата си той показва, че именно обстоятелствата са превърнали Нерон в чудовище. Първата глава показва как Нерон става свидетел на убийството на баща си от майка си. Когато алчната му и амбициозна майка го поставя на трона, той се чувства самотен, а политиката му е чужда. Хаосът в душата му е представен като анархия, която го заобикаля. Някои от главите са посветени на изкуството в двора на Нерон и на самия Нерон. Критиците смятат, че това е своеобразен отговор на Костолани на света, който е приел идеите на Ницше, и всъщност авторът се опитва да разбере дали човек може да живее без вяра в Бога.
Подобен въпрос се задава и в романа „Чучулигата“ (1924). Това е по-кратък роман с по-успокоен сюжет. Заглавието на романа е прозвището, което родителите дават на неомъжената си дъщеря, а действието се развива в града, в който Костолани е израснал. Един ден, в края на XIX век, Чучулигата заминава с влака при роднините си, като оставя родителите си. Там не ѝ харесва и се връща седмица по-късно. Влакът закъснява и в сърцето си бащата се надява, че е станал инцидент. Но Чучулигата се връща благополучно при родителите си.
От една страна, това е психологически роман, посветен на бащата на Чучулигата, чиято неспособност да общува го кара да се вглъбява в себе си. Когато дъщеря му отсъства, той посещава места, където умее да общува, но и да си придава важност. По този начин романът противопоставя външния и дълбокия вътрешен свят на героя. Героите нямат надежда, мечтите им не са се превърнали в реалност. Те са изгубили вяра, че има някакъв смисъл в съществуването на човечеството.
В един от най-добрите романи на Костолани, „Златният дракон“ (1925), действието се развива в град, който изцяло е конструиран от спомените за родния град на писателя. Този роман е реакция на позитивизма от XIX век. Самоубийството на учител, който е пребит от собствените си ученици след изпит, а дъщеря му е избягала откъщи, се превръща в логичен завършек на живота му. В романа има не едно, а няколко понятия за време. Различните хора имат различна представа за времето и често не разбират другите хора. Приема се, че дори и да съществува сегашно време, то не може да бъде измерено, само надеждите и спомените могат да се простират във времето. Причината за възникването на трагедията е неспособността на героя да разграничи знанието от страстта.
Действието на романа „Сладката Анна“ (1926) е история от близкото минало, която започва на 31 юли 1919 г. Диктатурата на пролетариата е приключила и героят на романа, портиер, се опитва да накара домакините си да забравят какво е вършил по време на Социалистическата република. В опит да си спечели благоразположение, портиерът намира и довежда в къщата нова прислужница – Анна. Въпреки това Анна, самата скромност, неочаквано убива господарите си.

### Разкази от 30-те години
В сборника с разкази „Корнел Ещи“ (1936) той се опитва да разбере връзката между езика и мисълта. Психологизмът е заменен с фокус върху текстовото творчество, а не върху смисъла. В първите глави научаваме за главния герой, който е представен от приятел на разказвача. Заедно те искат да напишат роман, който не прилича на традиционните романи и се основава на идеята, че самият език говори вместо нас. Главите са свободно свързани помежду си, а отношенията между разказвачите се усложняват, когато героят се превръща в разказвач в половината от главите на творбата. Ако в началото на книгата анархизмът на приятеля на разказвача и традиционализмът на разказвача са били ясни, то в края на книгата тази яснота изчезва. Идеалността на сюжета на книгата е разрушена.

## Екранизации
- 1958 – Сладката Анна / Édes Anna (реж. Золтан Фабри, Унгария) – по едноименния роман
- 1966 – Златният дракон / Aranysárkány (реж. Ласло Раноди, Унгария) – по едноименния роман
- 1995 – Чудесното пътуване на Корнел Ещи / Esti Kornél csodálatos utazása (реж. Йожеф Пачковски, Унгария) – по едноименния роман